# Внутреннее строение Марса
Внутреннее строение и состав Марса являются предметом изучения геологии Марса.

## Методы изучения
- Данные исследования марсианских метеоритов[1][2].
- Исследование с помощью космических аппаратов — орбитальных и марсоходов — на различных частотах. Прежде всего это измерение плотности и безразмерного момента инерции планеты[3][4][5], дающего информацию о наличии у планеты плотного ядра. Сюда относятся всевозможные спектроскопические исследования, а также измерение гравитационного[5][6] и магнитного поля[7].
- Лабораторное моделирование условий, имитирующих существующие внутри Марса[8][9].
- Наиболее эффективный метод — сейсмологические исследования[10]. Прогресс в этой области связан с американской миссией InSight[11]. Так, регистрация марсотрясений с помощью сейсмометра SEIS позволила уточнить размеры мантии и ядра Марса[12]. Самое сильное марсотрясение (событие S1222a) имело магнитуду 4,7[13]. Изучение сейсмических волн, прошедших сквозь ядро Марса (события S0976a и S1000a, зафиксированные сейсмометром SEIS 25 августа и 18 сентября 2021 года), позволило оценить медианный радиус ядра в 1780—1810 км, а его плотность — в 6,2—6,3 г/см³. Ядро Марса содержит в среднем от 20 до 22 % легкосплавных элементов, если учитывать серу, кислород, углерод и водород[14].

## Внутреннее строение Марса
Средняя плотность Марса составляет 3933 кг/м3, что говорит о том, что он является планетой земного типа и состоит из каменистых пород (их плотность — порядка 3000 кг/м3) с примесью железа. Однако точное соотношение Fe/Si не установлено; даются оценки от 1,2 до 1,78 (для хондритов свойственно значение 1,71). Оно ниже, чем для Земли, из-за чего меньше и общая плотность.

Значение безразмерного момента инерции составляет 0,366, уточнённое — 0,3645, что отличается в меньшую сторону от величины 0,4, характеризующей однородный шар, то есть это свидетельствует о наличии более плотной области в центре — ядра. Однако это больше соответствующего значения для Земли — 0,3315 — то есть повышенная концентрация массы в области центра не столь сильна.
Согласно современным моделям внутреннего строения Марса, он состоит из следующих слоёв:
- Кора толщиной в среднем 50 км (максимальная оценка — не более 125 км)[9] и составляющая по объёму до 4,4 % всего Марса. Для строения коры свойственна дихотомия между андезитовой северной и базальтовой южной частью, не полностью совпадающая, однако, с глобальной геологической дихотомией полушарий. Более тонкая кора — под ударными бассейнами и вдоль долин Маринера, а крупные вулканические области (Фарсида, Элизий) характеризуются более толстой корой за счёт продуктов вулканической активности[19].

Некоторые теории не исключают, что кора состоит из непористых базальтовых пород и имеет толщину порядка 100 км и даже более, однако в совокупности геофизические и геохимические свидетельства всё же говорят скорее в пользу слоистой тонкой коры с небазальтовыми и/или пористыми материалами в составе.
Средняя плотность коры — порядка 3100 кг/м3.
На отдельных участках была зафиксирована остаточная намагниченность верхних слоёв, на порядок более сильная, чем магнитные аномалии на Земле. Наиболее ярко выраженные аномалии находятся в Киммерийской земле и земле Сирен в южных нойских областях по обе стороны от меридиана 180° западной долготы. Они представляют собой параллельные полосы чередующейся полярности, напоминающие полосовые магнитные аномалии на Земле, образующиеся при спрединге. Это говорит о том, что в древний период времени, которому соответствует эта поверхность, на Марсе, возможно, также имела место тектоника плит и магнитное поле, сформированное по механизму магнитогидродинамического динамо. Однако имеются и точечные источники поля, формирующие более сложное распределение. Интенсивность данного эффекта свидетельствует о вероятном наличии в коре магнетита, ильменита, гематита, пирротина и других богатых железом магнитных минералов. Формирование некоторых из них, в частности, предполагает реакции окисления, а более кислая, чем в мантии, среда означает присутствие на поверхности воды.
- Мантия, в которой выделяют верхнюю, среднюю и (возможно) нижнюю часть. Из-за меньшей силы гравитации на Марсе диапазон давлений в мантии Марса гораздо меньше, чем на Земле, а значит, в ней меньше фазовых переходов. Верхняя мантия толщиной 700—800 км[12] состоит из оливина, пироксенов (ортопироксена, а ниже клинопироксена) и граната при давлении до 9 ГПа. Фазовый переход оливина в шпинелевую модификацию (сперва γ-, а затем, при 13,5 ГПа — β-фазу) начинается при давлениях свыше 9 ГПа на довольно больших глубинах — около 1000 км, тогда как для Земли это 400 км, также из-за разницы интенсивности гравитации. После 13,5 ГПа γ-шпинель сосуществует с β-фазой, клинопироксеном и меджоритом[англ.] При давлениях выше 17 ГПа начинают преобладать γ-шпинель и меджорит. Существование нижней мантии, как и диапазон давлений, необходимых для стабильности перовскита и ферропериклаза[англ.], составляющих вместе с меджоритом нижнюю мантию, точно не установлены и зависят от состояния мантии и положения границы с ядром[англ.][15][17][18][19][23]. Последний параметр, как и толщина коры, определяет плотность мантии; она должна быть в среднем ниже, чем для Земли, исходя из величины момента инерции, и оценивается в 3450-3550 кг/м³[10]. Характер рельефа и другие признаки позволяют предположить наличие астеносферы, состоящей из зон частично расплавленного вещества[24].
- Ядро радиусом порядка половины радиуса всего Марса — по разным оценкам, от 1480[9] до 1840 км[4][18]; уточнённое значение по результатам работы сейсмометра SEIS — от 1810 до 1860 км[12]. Средняя плотность ядра Марса составляет от 5,7 до 6,3 г/см³[25]. Плотность в центре планеты достигает 6700 кг/м³[17]. Ядро, скорее всего, находится в жидком состоянии (по крайней мере частично[4]) и состоит в основном из железа с примесью 16 % (по другим оценкам — до 20 % и выше[17]) (по массе) серы, а также порядка 7,6 % никеля, причём содержание лёгких элементов вдвое выше, чем в ядре Земли. Чем больше серы, тем больше вероятность того, что ядро полностью жидкое[18]. Содержание водорода, точно не известное, определяет отношение Fe/Si: чем оно выше, тем больше это соотношение, а также железистое число мантии Fe# — из-за роста радиуса ядра[23].

В 2023 году международная группа исследователей с помощью сейсмических данных обнаружила ранее неизвестную структуру в недрах Марса — расплавленный слой силикатных пород толщиной около 150 км. Верхний слой этой структуры ранее ошибочно считался поверхностью ядра. Новые данные показали, что настоящее ядро Марса на самом деле плотнее и меньше, чем считалось ранее.

## История
Образование Марса, как и других планет Солнечной системы, началось с конденсации крошечных твёрдых частиц (пыли) из охлаждающегося газа примерно того же состава, что и Солнце; затем эти сгустки пыли слипались в планетезимали диаметром 1-1000 км, которые затем росли и становились протопланетами. Согласно оценкам, этот процесс для Марса мог завершиться за несколько миллионов лет — гораздо меньшее время, чем для других внутренних планет. Судя по всему, примерно в это же время произошло отделение металлического ядра от силикатной мантии. Это было возможно благодаря тому, что они находились в расплавленном состоянии («океан магмы»), а нагрев осуществлялся за счёт кинетической энергии соударяющихся с поверхностью планетеземали при аккреции частиц, а также, возможно, распада короткоживущих радиоактивных источников, таких как 26Al внутри неё. Однако согласно другим теориям, эти параллельные процессы (аккреции и дифференциации ядра) могли идти до 60 млн лет, либо же завершиться быстро, но сопровождаться неким более поздним импактным событием, повлекшим нагрев и расплавление уже остывшей мантии. В пользу этого говорит избыточное (по сравнению с ожидаемым при равновесном фракционировании между силикатной и металлической фазами) содержание сидерофильных элементов, причём эта нестыковка свойственна также и для Земли. Для разрешения данной проблемы и предложена, в частности, гипотеза поздней добавки метеоритного материала (Primitive mantle), которая, однако, должна была быть осуществлена до отвердевания океана магмы. Механизм последнего понят ещё не до конца. Быстрая кристаллизация слоёв с разной плотностью привела, судя по всему, к наблюдаемым неоднородностям внутреннего строения, которые можно отследить по составу метеоритов. Однако этот сценарий предполагает отсутствие вулканической деятельности и конвективного перемешивания вещества, что противоречит наблюдаемым свидетельствам локальных расплавлений мантии и коры и активного вулканизма, как раннего, так и позднего. Одним из важных факторов неопределённости является содержание воды в недрах планеты как на этом этапе, так и в настоящее время; и вообще неизвестно, какой геологический период отражает содержание H2O в шерготтитах, поскольку точно не установлен их возраст. Известно, однако, что в процессе аккреции в составе Марса аккумулировалось больше летучих материалов, чем в Земле, в частности, порядка 100 ppm воды, хотя точное значение неизвестно, и приводятся оценки от нескольких миллионных долей до 200 ppm. Затем они постепенно удалились из мантии; так, удалилось порядка 40 % содержавшейся там воды, причём порядка 10 % из этого объёма перешло в кору. При этом даже столь малая доля как 10 % от 100 ppm в коре эквивалентна слою воды, покрывающему поверхность Марса, толщиной 14 м.
Велика вероятность того, что в ранний период на Марсе имела место тектоника плит, обеспечивавшая, в частности, конвективные потоки в ядре, необходимые для генерации магнитного поля. Возможно, однако, и что конвекция была чисто тепловой и происходила в полностью жидком ядре за счёт постепенного охлаждения мантии.